# Anacraga albescens
Anacraga albescens är en fjärilsart som beskrevs av Hopp 1929. Anacraga albescens ingår i släktet Anacraga och familjen Dalceridae. Inga underarter finns listade i Catalogue of Life.